# NGC 2954
NGC 2954 је елиптична галаксија у сазвежђу Лав која се налази на NGC листи објеката дубоког неба.
Деклинација објекта је + 14° 55' 21" а ректасцензија 9h 40m 24,0s. Привидна величина (магнитуда) објекта NGC 2954 износи 12,3 а фотографска магнитуда 13,3. NGC 2954 је још познат и под ознакама UGC 5155, MCG 3-25-19, CGCG 92-26, KARA 358, PGC 27600.